# Zabelia integrifolia
Zabelia integrifolia är en kaprifolväxtart som först beskrevs av Gen-Iti Koidzumi, och fick sitt nu gällande namn av Tomitaro Makino, Ikuse och Kurosawa. Zabelia integrifolia ingår i släktet Zabelia och familjen kaprifolväxter. Inga underarter finns listade i Catalogue of Life.